# 1923 en littérature
| Années de la littérature : 1920 - 1921 - 1922 - 1923 - 1924 - 1925 - 1926    |
| Décennies de la littérature : 1890 - 1900 - 1910 - 1920 - 1930 - 1940 - 1950 |

Cet article présente les faits marquants de l'année 1923 en littérature.

## Événements
- 15 février : Revue Europe de Jacques Robertfrance.
- 28 février : À la suite d’une séance particulièrement éprouvante, André Breton décide d’arrêter les expériences de sommeil hypnotique.
- 6 juillet : Rupture entre Tristan Tzara et les surréalistes, qui interrompent la pièce de Tzara, Cœur à gaz, qui fait appel à la police.
- Selon la loi américaine, les œuvres dont la première publication s'est faite aux États-Unis avant 1923 sont dans le domaine public.

## Parutions

### Essais
- Gaston Etchegoyen, L'Amour divin. Essai sur les sources de sainte Thérèse, Bordeaux, Feret & fils.
- Hitler, en prison, écrit Mein Kampf (Mon combat).
- György Lukács, Histoire et Conscience de classe.
- Marcel Mauss (anthropologue), Essai sur le don. La triple obligation de donner, recevoir et rendre.
- Albert Sarraut, La mise en valeur des colonies françaises. Il préconise la politique de l’association entre colonisateurs et colonisés.
- Paul-Louis Couchoud, L'énigme de Jésus. Essai sur la thèse mythique de Jésus.

### Romans
- Jean Cocteau, Thomas l'Imposteur (novembre).
- Colette, Le Blé en herbe (juillet).
- Albert Erlande, L'Immortelle bien-aimée, éd. Albin Michel.
- Selma Lagerlöf, Le Merveilleux voyage de Nils Holgersson (septembre).
- François Mauriac, Génitrix (décembre).
- Raymond Radiguet, Le Diable au corps (mars)
- Italo Svevo, La conscience de Zeno.
- Lucien de Vissec, Les Filets bleus. Prix Trubert de l'Académie française.
- Joseph Kessel, L’Équipage. Prix Paul-Flat (1924) de l'Académie française

### Poésie
- Antonin Artaud, Tric Trac du ciel (avril).
- André Breton, Clair de terre (novembre).
- E. E. Cummings, Tulips and Chimneys.
- Paul Éluard, L'Amoureuse.
- Rainer Maria Rilke, Élégies de Duino.
- Paul Valéry, Eupalinos ou l’Architecte suivi de l’Âme de la Danse (avril).
- Paul Souchon, les chants du stade.

## Théâtre
- 9 mai : Dans la jungle des villes, pièce de Bertolt Brecht est créé à Munich.
- Août : L’éternel Mari, de Dostoïevski, est joué à Paris.
- 27 octobre :  Empereur Jones, pièce d’Eugene O'Neill.
- 14 décembre : Jules Romains : Knock ou le Triomphe de la médecine, avec Louis Jouvet.
- 21 décembre :  Voulez-vous jouer avec moâ ?, pièce de Marcel Achard.
- Jules Romains : Monsieur Le Trouhadec saisi par la débauche

## Prix littéraires
- Prix Goncourt : Rabevel ou le Mal des ardents de Lucien Fabre
- Prix Femina : Les Allongés de Jeanne Galzy
- Grand prix du roman de l'Académie française : La Brière d'Alphonse de Châteaubriant
- prix Nobel de littérature : William Butler Yeats.

## Principales naissances
- 31 janvier : Norman Mailer, écrivain américain († 10 novembre 2007).
- 22 février : François Cavanna († 29 janvier 2014).
- 24 février : Frédéric Kiesel  († 15 février 2007).
- 17 avril : Lloyd Biggle, Jr., auteur américain de science-fiction et de fantasy († 12 septembre 2002).
- 8 mai : Louise Meriwether, écrivain américaine.
- 9 mai : Carlos Bousoño, poète et critique littéraire espagnol († 24 octobre 2015).
- 24 juin : Yves Bonnefoy, poète, critique et traducteur français († 1er juillet 2016).
- 2 juillet : Wisława Szymborska, poétesse polonaise lauréate du prix Nobel de littérature de 1996  († 1er février 2012).
- 20 août : Henri Bessière, directeur littéraire et auteur français de science-fiction († 22 décembre 2011).
- 15 octobre : Italo Calvino, écrivain italien († 19 septembre 1985).
- 1er novembre : Gordon R. Dickson, auteur américain de science-fiction († 31 janvier 2001).
- 15 novembre : Lento Goffi, écrivain, poète et critique littéraire italien († 14 janvier 2008).
- 20 novembre : Nadine Gordimer, écrivain sud-africaine († 13 juillet 2014).
- 2 décembre : Roland Dubillard, dramaturge français († 14 décembre 2011).
- 5 décembre : Vladimir Tendriakov, écrivain soviétique († 3 août 1983).
- 10 décembre : Jorge Semprún, écrivain espagnol († 7 juin 2011).

## Principaux décès
- 3 janvier : Jaroslav Hašek, écrivain tchèque.
- 9 janvier : Katherine Mansfield, poétesse néo-zélandaise à Fontainebleau.
- 26 mars : Sarah Bernhardt.
- 10 juin : Pierre Loti (né en 1850).
- 10 septembre : Baldomero Lillo (né en 1867), romancier chilien.
- 8 novembre : Alberta von Freydorf, écrivain allemande (19 février 1846).
- 4 décembre : Maurice Barrès.
- 12 décembre : Raymond Radiguet.